# Eualebra smithii
Eualebra smithii är en insektsart som beskrevs av Baker 1899. Eualebra smithii ingår i släktet Eualebra och familjen dvärgstritar. Inga underarter finns listade i Catalogue of Life.